# Iraota
Iraota là một chi bướm ngày thuộc họ Lycaenidae.

## Các loài
Iraota abnormis, Iraota distanti, Iraota rochana, Iraota timoleon